# Будинок, де навчався Микола Коляда
Будинок, де навчався Микола Коляда — пам'ятка історії місцевого значення у Березівці. Нині тут розміщується будинок культури (вулиця Слави, будинок № 6).

## Історія
Рішенням виконкому Чернігівської обласної ради народних депутатів від 28.04.1987 № 119 надано статус «пам'ятник історії місцевого значення» з охоронним № 3270 під назвою «Будинок школи, де навчався відомий український композитор М. Т. Коляда (1907—1935 рр.)».

## Опис
У період 1920—1923 років у школі в селі Березівка навчався майбутній композитор Микола Коляда. Одноповерховий, цегляний, оштукатурений, прямокутний у плані будинок. 1976 року на фасаді колишньої школи (клубу) встановлено меморіальну дошку (мармур, 0,4х0,5 м).
Нині тут розміщується будинок культури (вулиця Слави, будинок № 6).